# Mistrzostwa Polski w Boksie 1990
61. Mistrzostwa Polski w boksie mężczyzn odbyły się w dniach 22–25 marca 1990 roku w Jastrzębiu-Zdroju.

## Medaliści
| Kategoria:                        | Złoto:                                | Srebro:                                | Brąz:                                                                              |
| waga papierowa (do 48 kg)         | Rafał Niedbalski (Olimpia Poznań)     | Laszek Pasowicz (Igloopol Dębica)      | Krzysztof Kusz (GKS Katowice) Grzegorz Łęcki (FAM Chełmno)                         |
| waga musza (do 51 kg)             | Juliusz Sobczak (GKS Jastrzębie)      | Krzysztof Wróblewski (Igloopol Dębica) | Sławomir Miedziński (Gwardia Warszawa) Henryk Sakowski (Zawisza Bydgoszcz)         |
| waga kogucia (do 54 kg)           | Robert Ciba (Walka Zabrze)            | Piotr Doliński (Zawisza Bydgoszcz)     | Jerzy Ciechanowski (Gwardia Warszawa) Sławomir Łukasik (Igloopol Dębica)           |
| waga piórkowa (do 57 kg)          | Grzegorz Jabłoński (Legia Warszawa)   | Dariusz Kasprzak (Zagłębie Konin)      | Mariusz Gortat (Start Elbląg) Robert Szeremeta (Gwardia Białystok)                 |
| waga lekka (do 60 kg)             | Aleksander Toczek (Victoria Jaworzno) | Jan Wałejko (Igloopol Dębica)          | Mirosław Knapik (Czarni Słupsk) Dariusz Snarski (Gwardia Białystok)                |
| waga lekkopółśrednia (do 63,5 kg) | Jerzy Ziętek (Olimpia Poznań)         | Andrzej Puk (Górnik Sosnowiec)         | Janusz Borowski (Błękitni Kielce) Piotr Dreas (Zawisza Bydgoszcz)                  |
| waga półśrednia (do 67 kg)        | Tomasz Borowski (Gwardia Warszawa)    | Dariusz Rudnik (Czarni Słupsk)         | Jacek Olejniczak (Igloopol Dębica) Piotr Treczyński (Zagłębie Lubin)               |
| waga lekkośrednia (do 71 kg)      | Jan Dydak (Czarni Słupsk)             | Dariusz Wasiak (Igloopol Dębica)       | Paweł Matuszewski (Zawisza Bydgoszcz) Włodzimierz Zgierski (Zagłębie Lubin)        |
| waga średnia (do 75 kg)           | Zbigniew Górecki (GKS Jastrzębie)     | Robert Buda (Gwardia Wrocław)          | Karol Bogun (Górnik Pszów Wodzisław Śląski) Piotr Gazarkiewicz (Gwardia Białystok) |
| waga półciężka (do 81 kg)         | Henryk Petrich (Legia Warszawa)       | Józef Strzechowski (Zagłębie Lubin)    | Irosław Butowicz (GKS Katowice) Bogdan Wieczorek (Broń Radom)                      |
| waga ciężka (do 91 kg)            | Wojciech Bartnik (Gwardia Wrocław)    | Paweł Pyra (Walka Zabrze)              | Andrzej Goiński (Zagłębie Konin) Józef Włodarczyk (Stal-Stocznia Szczecin)         |
| waga superciężka (powyżej 91 kg)  | Andrzej Gołota (Legia Warszawa)       | Marian Klepka (Igloopol Dębica)        | Bogdan Czarnecki (Miedź Legnica) Leszek Rybiński (GKS Jastrzębie)                  |